# Амадок I
Амадок (Медок) I (д/н — бл. 389 до н. е.) — володар Одриського царства в 410—390 роках до н. е.

## Життєпис
Ймовірно був молодшим сином царя Сіталка. Став правити з 410 року до н. е. після смерті свого стриєчного брата Севта I. разом з тим вимушений був надати володіння родичам Месаду, сину Севта I, і Гебрізелму. В письмових джерелах з'являється відносно подій 407 року до н. е. У Ксенофонта в «Анабасисі Кіра» згадується як «гірський цар», «цар одриський» на відміну від його попередників, яких йменували фракійськими царями. Ісократ характеризує його як «старого».
На початку правління зазнав нападу з боку племені трибаллів. Амадок I продовжив політику своїх попередників, сприявши зміцненню Одриського царства. Цар проводив вмілу дипломатичну політику, відновивши добросусідські відносини з Афінами, мав дружні стосунки з афінським діячем — Алківіадом. Карбував на монетному дворі в Маронеї бронзові та срібні монети. Посиленню позицій Амадока I стала смерть династа Месада 405 року до н. е. , над сином якого — Севтом II — цар взяв опікунство.
Поступово стосунки молодого династа з опікуном погіршилися. Щоб вирішити суперечку Амадок I у 397 році дон. е. звернуся до афінського стратега Фрасибула, яким визнав того верховним царем. Згодом замирився з Севтом II, якому дозволив повернутися до царства. У 395 році до н. е. між ними знову виник конфлікт, який вдалося залагодити афінянам у 390 році до н. е. Невдовзі після цього Амадок I помер. Владу успадкував Севт II.